# Stavern
Stavern ist eine Gemeinde im Landkreis Emsland in Niedersachsen und gehört zur Samtgemeinde Sögel.

## Geografie

### Lage
Die Gemeinde Stavern liegt am Südende des Hümmlings, einer Geestlandschaft im Emsland rund 15 Kilometer nordöstlich von Meppen. Unmittelbar östlich vorbei am Ort verläuft ein Abschnitt der Nordradde, eines östlichen Nebenflusses der Ems.
Westlich vom Ort erstreckt sich das 3200 ha große Naturschutzgebiet (NSG) Tinner und Staverner Dose. Es ist Bestandteil des rund 3500 ha großen NSG Tinner Dose-Sprakeler Heide, das zum 31. März 2012 als Naturschutzgebiet ausgewiesen wurde.

### Nachbargemeinden
Nachbargemeinden sind im Nordwesten die Gemeinde Lathen, im Nordosten die Gemeinde Sögel, im Osten die Gemeinden Groß Berßen und Klein Berßen, im Süden die Stadt Meppen und im Westen die Stadt Haren.

## Geschichte
In der Region Stavern gab es bereits eine Besiedlung während der Jungsteinzeit. Davon zeugen Großsteingräber, unter anderem das Großsteingrab Groß-Stavern 1, das Großsteingrab Groß-Stavern 3 sowie die Großsteingräber Deymanns Mühle I–IV am Ostrand von Klein-Stavern.
Die Gemeinde Stavern entstand am 1. März 1974 durch den Zusammenschluss der Gemeinden Groß Stavern und Klein Stavern. Die neue Gemeinde gehört seitdem zur Samtgemeinde Sögel.

## Politik

### Gemeinderat
Der Gemeinderat hat elf gewählte Mitglieder. Ihm gehören seit der Kommunalwahl am 12. September 2021 zwei Parteien bzw. Wählergemeinschaften an. Bürgermeister ist Gerd Rode von der UWG (Unabhängige Wählergemeinschaft); er wurde am 4. November 2021 mit sechs Ja-Stimmen, bei drei Enthaltungen und zwei Nein-Stimmen, gewählt.
- CDU – 5 Sitze
- UWG – 6 Sitze

### Ehemalige Bürgermeister
- Josef Fening (CDU): 1986–2009
- Helmut Rawe (CDU): 2009–2021

### Wappen
Blasonierung: „Von Gold über Blau im Wellenschnitt geteilt, darin oben ein rotes Hünengrab mit zwei Tragesteinen und großem Deckstein, unten ein goldenes Wassermühlrad.“
Das Hünengrab bezieht sich auf die prähistorischen Megalithgräber, die Wellenteilung und das Blau der unteren Schildhälfte auf den Wasserlauf der Nordradde, das Mühlrad auf die Wassermühle Bruneforth. Die Farben Rot und Gold sind die Wappenfarben der Reichsabtei Corvey, in deren Besitz Stavern 1037 gelangte, und außerdem die des Hochstifts Münster, zu dessen Niederstift der Ort von 1252 bis zum Reichsdeputationshauptschluss im Jahre 1803 gehörte. Das Wappen wurde von dem Heraldiker Ulf-Dietrich Korn aus Münster gestaltet.

## Verkehr
Stavern liegt nahe den Bundesstraßen 70 sowie 402 und ist über die Anschlussstellen Meppen und Lathen der Bundesautobahn 31 erreichbar. In diesen Orten befinden sich auch die nächsten Bahnstationen.

## Söhne und Töchter der Gemeinde
- Clementine Deymann, Franziskaner und Ordenspriester in Amerika (1844–1896)
- Wilhelm Tranel, Steyler Missionar und Märtyrer (1902–1944)